# 梅萊蒂·斯莫特里茨基
梅萊蒂·斯莫特里茨基（羅馬化：Meletii Smotrytskyi；約1577年—1633年12月17日或27日），波洛茨克大主教（基辅大主教），作家、波蘭立陶宛聯邦宗教和教育活动家，羅塞尼亞語言学家，其作品影响了东斯拉夫语的发展。著作《斯拉夫语法与正确句法》（1619年著）系统化了教會斯拉夫語的研究。直到18世纪末，它一直是帝俄的标准语法书。

## 備注
1. ↑  白俄羅斯語羅馬化：Myaletsii Smatrytski
2. ↑  俄語羅馬化：Meletiy Smotritskiy